# Alexandra do Nascimento
Alexandra Priscila do Nascimento Martínez (Limeira, 1981. szeptember 16. –) világbajnok brazil válogatott kézilabdázó. A Nemzetközi Kézilabda-szövetség (IHF) a 2012-es év legjobb játékosának választotta. 2020-ban bejelentette, hogy visszavonul, ám megváltoztatta döntését, két évig a francia Bourg-de-Péage Drôme játékosa lett. Karrierje során a legtöbb időt az osztrák Hypo Niederösterreich csapatánál töltette.

## Pályafutása

### Klubcsapatokban
Nascimento Brazíliában kezdett kézilabdázni, 2003 óta Európában játszik. Az osztrák Hypo Niederösterreich csapatában 11 évet töltött, ezalatt minden alkalommal megnyerte csapatával a bajnokságot és a kupát, 2008-ban Bajnokok ligája döntőt játszott, 2013-ban pedig megnyerte a Kupagyőztesek Európa-kupáját. 2014-től két szezont a román HCM Baia Mare csapatánál töltött. A Bajnokok ligájában 2003-2016 között minden évben pályára lépett és összesen 664 gólt szerzett. 2016-ban szerződött Magyarországra, először a Váci NKSE csapatában töltött egy szezont, amely során a csapata legeredményesebb játékosa volt, a bajnokságban 118 gólt szerzett, a góllövőlista 10. helyén végzett. 2017 őszétől az Alba Fehérvár KC játékosa. Két szezont követően távozott a csapattól és az Érd csapatában folytatta pályafutását. A 2019-2020-as szezonban az Érd anyagi nehézségekkel küzdött, majd miután a koronavírus-járvány miatt a bajnokságot beszüntették, és a csapat szerződést bontott minden játékosával, Nascimento bejelentette visszavonulását. Június 6-án a francia Bourg-de-Péage Drôme hivatalos bejelentést tett, hogy a brazil szélső megváltoztatva döntését folytatja pályafutását és aláírt a klubhoz.

### A válogatottban
A válogatottal négy olimpián vett részt (2004, 2008, 2012, 2016), a londoni olimpián beválasztották az All-Star csapatba. A 2011-es Brazíliában rendezett világbajnokságon 57 találattal gólkirály lett. Tagja volt a 2013-as világbajnokságon diadalmaskodó brazil válogatottnak. 2011-ben és 2013-ban a nemzeti csapattal megnyerte a Pánamerikai bajnokságot.

## Sikerei, díjai
- EHF-kupagyőztesek Európa-kupája győztes: 2013
- Osztrák bajnokság győztese: 2004, 2005, 2006, 2007, 2008, 2009, 2010, 2011, 2012, 2013, 2014
- Osztrák kupa győztes: 2004, 2005, 2006, 2007, 2008, 2009, 2010, 2011, 2012, 2013, 2014
- Román kupa győztes: 2015
- Világbajnokság győztese: 2013
- Pánamerikai játékok győztese: 2003, 2007, 2011, 2015
- Pánamerikai bajnokság győztese: 2003, 2005, 2007, 2011, 2013, 2015

## Család
2011. július 9-én ment feleségül Patrício Martínez chilei kézilabdázóhoz.